# Jugger

En juggerplan

Jugger är en sport som inspirerats av filmen Dödsmatchen från 1989, i vilken sporten utövas. Filmversionen av sporten var en idé från filmens manusförfattare och regissör, David Webb Peoples. Utvecklingen till en verklig och formell sport skedde sedan parallellt i Tyskland och Australien. 
Jugger, som närmast kan beskrivas som en kombination av rugby och fäktning, och som även omnämnts som en sport för den som inte anser sig höra hemma i någon annan sport, ökar i popularitet. I Tyskland finns en särskild serie för universitets- och högskolelag. Det finns lag i Australien, Österrike, Irland, Storbritannien, Polen, Danmark, Spanien, Sverige, Colombia, Costa Rica och i Nederländerna. Ett par varianter av sporten utövas i USA. En del följer den internationella versionen av sporten, till exempel Tyskland, Irland och Sverige, medan andra utövar en variant som är mer trogen filmversionen av sporten. 
Den första internationella turneringen ägde rum 20 maj 2007 i Hamburg i Tyskland mellan det irländska laget Setanta och ett antal nordtyska lag. Året därpå anslöt lag från Australien för att delta i den första tyska turneringen German Open.

## Sverige
Sporten togs till Sverige av tysken Ruben Wickenhäuser som en gång grundat Berlinlaget Falco jugger. Tillsammans med idrottsklubben Järnboås IF startade han 2012 det första juggerlaget i Sverige, Järnboås Järnfalkar. År 2013 anordnade Järnboås IF den första internationella juggerturneringen i Sverige och 2015 startades festivalen Järnsvenskan. Den ägde rum på Järnboås Finnsjöstrand med lag från Irland, Tyskland, Lettland, Australien, USA och Sverige. Festivalen anordnades även 2016 och 2017.